# Aveia
- Commons
- Wikispecies

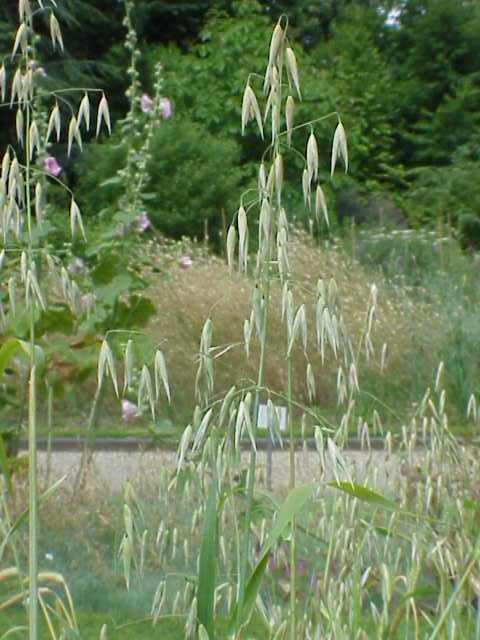
aveia-brava (Avena fatua).

Aveia (Avena L.) é um género botânico pertencente à família Poaceae, subfamília Pooideae, tribo Aveneae. É composto por aproximadamente 450 espécies. As espécies de Avena mais cultivadas são  Avena sativa e Avena byzantina.

## Sinonímia do gênero
- Anelytrum Hack.
- Preissia Opiz (SUI)
- X Agropogon-Preissia Opiz (SUI)

## Aveia
A aveia é considerada pelos nutricionistas um cereal muito nutritivo, por possuir cálcio, ferro, proteínas, além de vitaminas, carboidratos e fibras. A aveia está em evidência atualmente pelo alto poder benéfico da sua fibra solúvel, que está relacionada a um bom funcionamento intestinal, à diminuição do colesterol total e LDL-colesterol, e sua manutenção de níveis adequados.
Existem estudos que sugerem que o consumo de aveia em diferentes quantidades está associado ao controle da glicemia (açúcar no sangue), manutenção e diminuição do colesterol sanguíneo, controle da pressão arterial e regulador do trânsito intestinal, evitando a constipação.
A fibra solúvel presente na aveia, a chamada β-glucana, é responsável por parte das vantagens do consumo deste cereal. Tais fibras solúveis retardam o esvaziamento gástrico, resultando em uma maior saciedade. Elas, também, ao entrarem em contato com a água, formam géis que tornam o bolo fecal maior e mais viscoso e, resultando em menor absorção das substâncias presentes neste bolo, como glicose e colesterol, devido a uma menor ação de enzimas digestivas.
Em relação ao seu poder hipocolesterolemiante, estudos sugerem que a ação da β-glucana na diminuição do colesterol no sangue esteja ligada à diminuição na reabsorção de sais biliares nos intestinos e a eliminação desses sais nas fezes. Assim, o fígado terá que produzir mais sais biliares para compensar a perda e, como essa produção requer colesterol, mais receptores de colesterol total e LDL presentes no fígado captarão essas moléculas do sangue.
Sendo assim, o consumo regular de aveia pode estar relacionado com a diminuição da formação de placas de gorduras (ateroma), que causam doenças cardiovasculares.
O tipo de aveia que possui maior quantidade de β-glucanas é o farelo de aveia, seguido dos flocos e farinha de aveia. Existem ainda outros alimentos que possuem β-glucanas, como soja cozida, feijão branco cozido, grão de bico cozido, brócolis, farinha de milho, manga e trigo para quibe.
O consumo recomendado de fibras totais (entre as solúveis e insolúveis) é de 20 a 30 gramas por dia, o que comumente não é feito pela população em geral. Mas este objetivo pode ser alcançado com uma alimentação que dê preferência aos cereais integrais como aveia, frutas, verduras, legumes, leguminosas.
Os maiores produtores de aveia são Rússia, Canadá, Estados Unidos, Austrália, Finlândia, Alemanha, Polônia e Suécia.

## Contraindicações
A aveia não possui glúten, mas é processada em máquinas que processam outros grãos que contém glútem como o trigo, a cevada, o malte e o centeio, desta forma, não deve ser consumido por portadores da doença celíaca, já que a mesma traz como consequência ao organismo (caso consumido estes alimentos), uma atrofiação nas mucosas do intestino delgado, prejudicando o organismo e a absorção de diversos nutrientes.

## Classificação do gênero
| Sistema | Classificação                   | Referência               |
| ------- | ------------------------------- | ------------------------ |
| Linné   | Classe Triandria, ordem Digynia | Species plantarum (1753) |

- Na classificação taxonômica de Jussieu (1789), Avena é um gênero botânico,  ordem  Gramineae,  classe Monocotyledones com estames hipogínicos.

## Espécies
- Avena abyssinica
- Avena barbata
- Avena byzantina
- Avena brevis
- Avena fatua
- Avena maroccana
- Avena occidentalis
- Avena pubescens
- Avena pratensis
- Avena sativa
- Avena spicata
- Avena sterilis
- Avena strigosa